# پل سروزیه

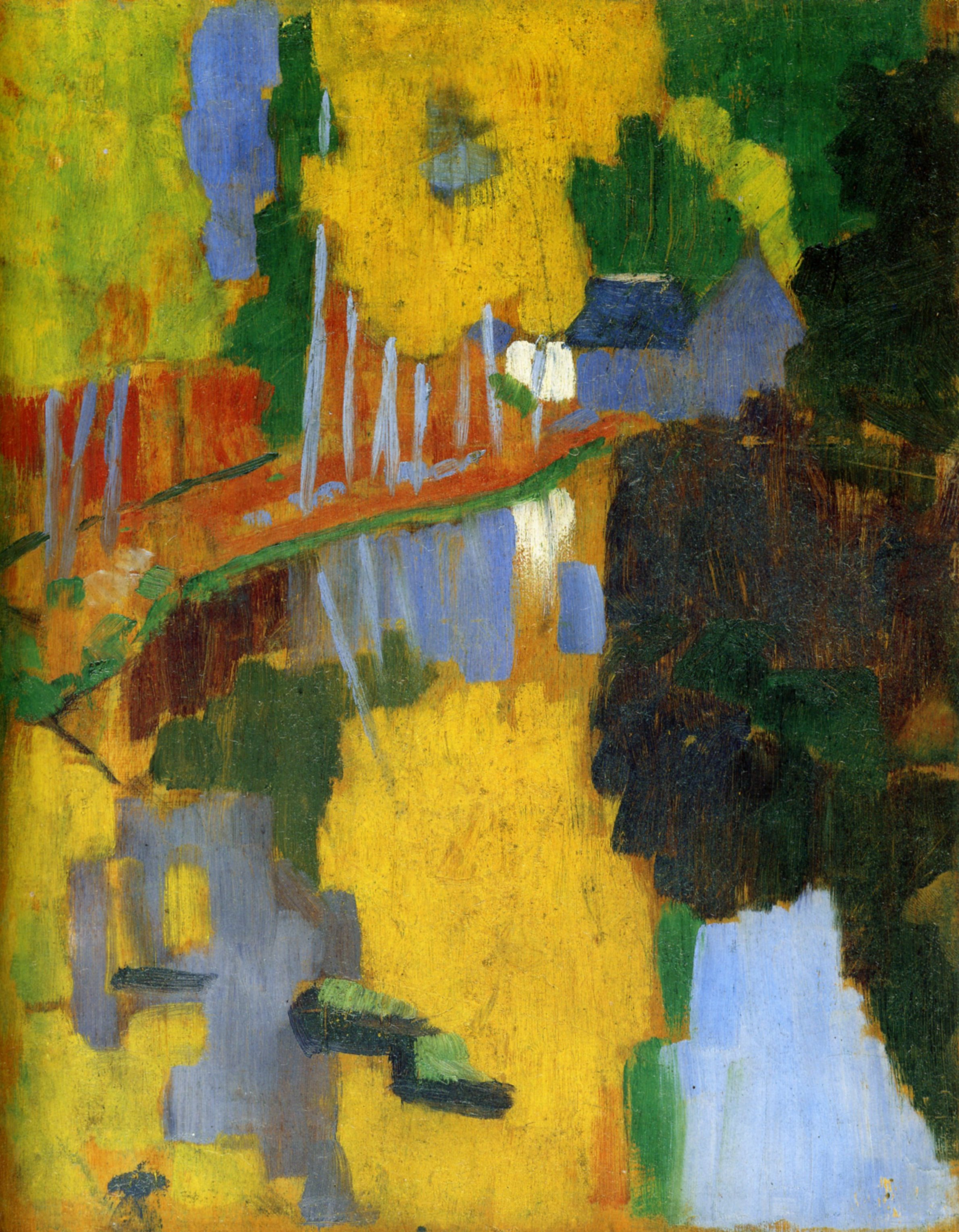
طلسم، پل سروزیه، ۱۸۸۸. موزه اورسی، پاریس.

پل سروزیه (به فرانسوی: Paul Sérusier) (زاده ۹ نوامبر ۱۸۶۴- مرگ ۷ اکتبر ۱۹۲۷) نقاش فرانسوی، از پیشگامان هنر آبستره و یکی از پایه‌گذاران گروه پیشرو نبی‌ها بود. وی در آکادمی ژولیان به تحصیل نقاشی پرداخت. در تابستان سال ۱۸۸۸ سفری به پون-آوان کرد و در آنجا به حلقه‌ای از هنرمندان که پیرامون نقاش برجسته، اوژن آنری پل گوگن تشکیل شده بود، پیوست.

## نگارخانه

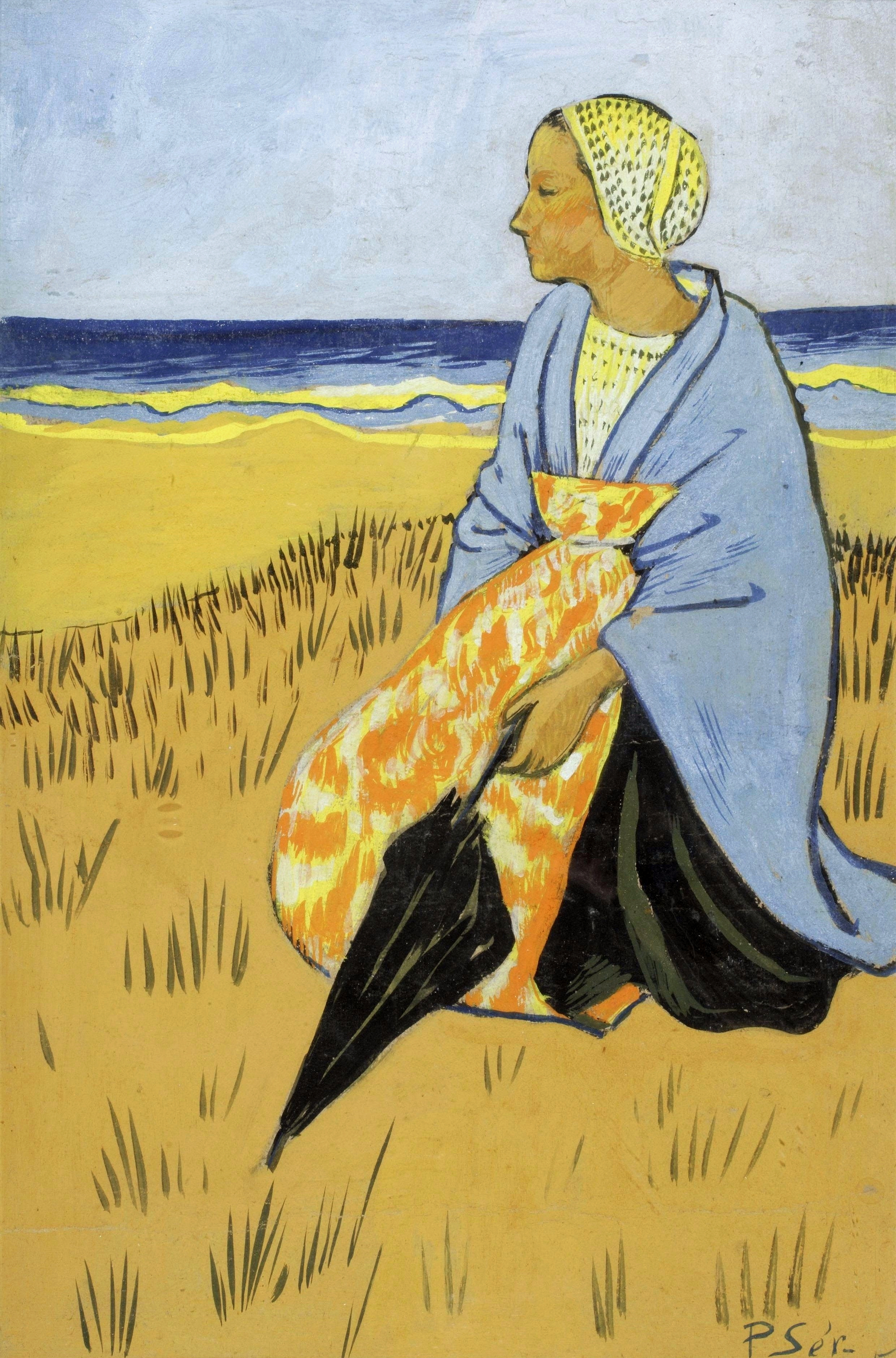
زن برتونی نشسته بر لب ساحل
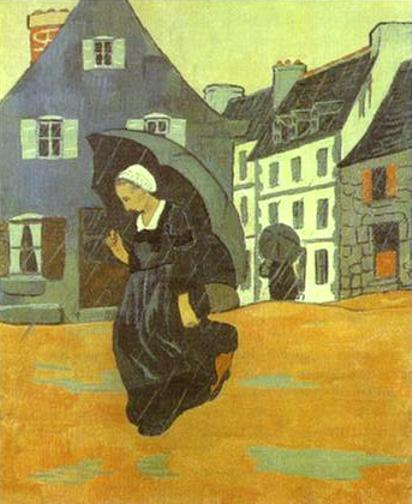
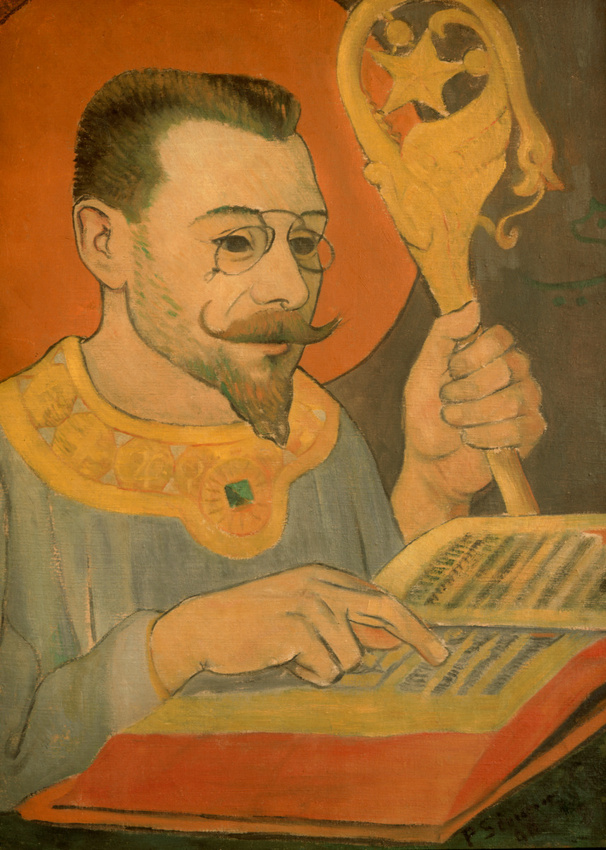
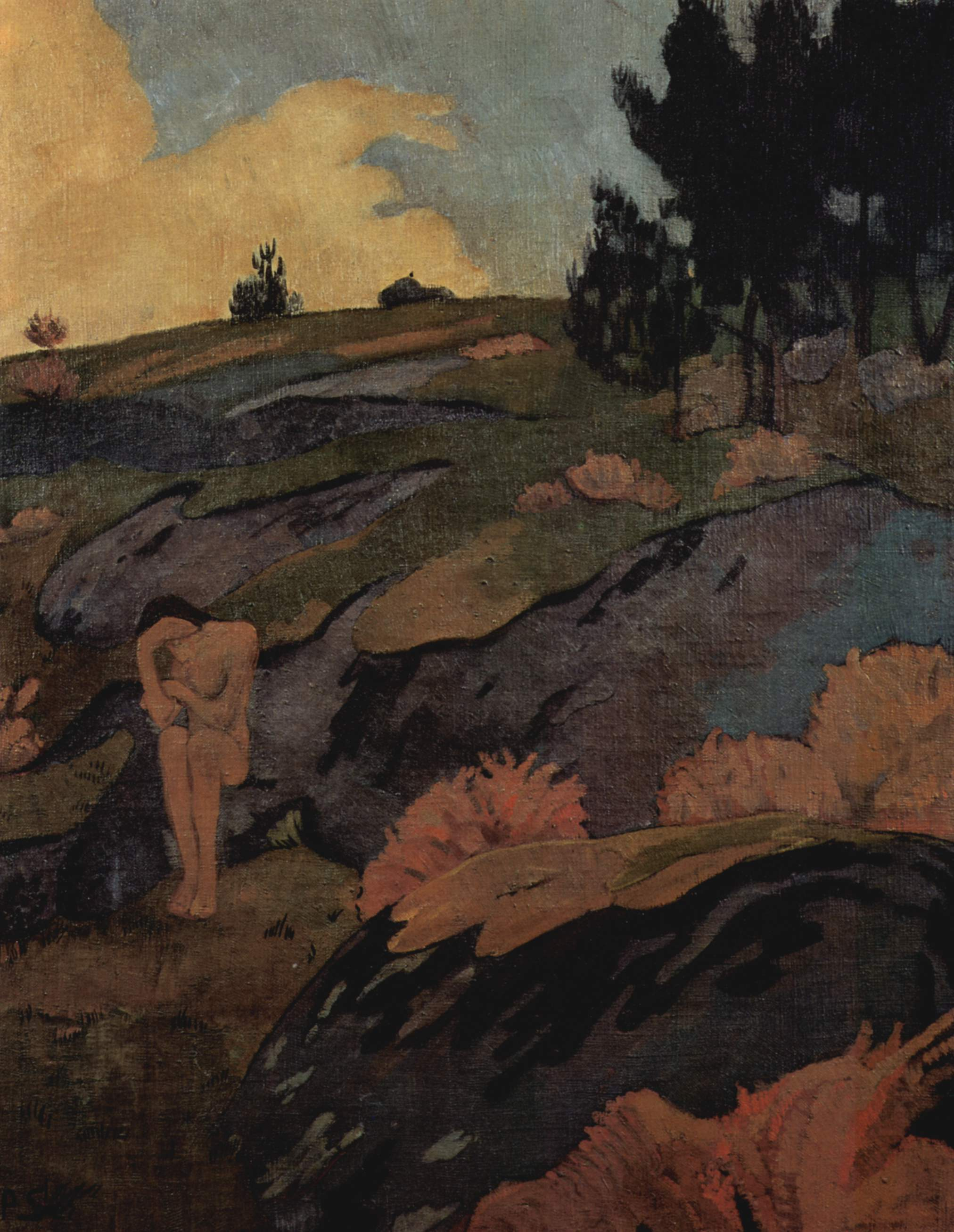
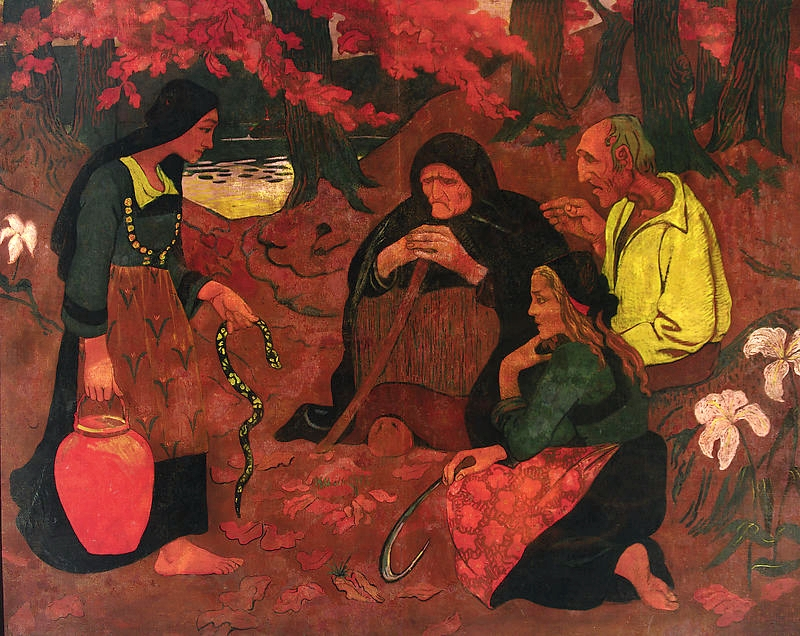
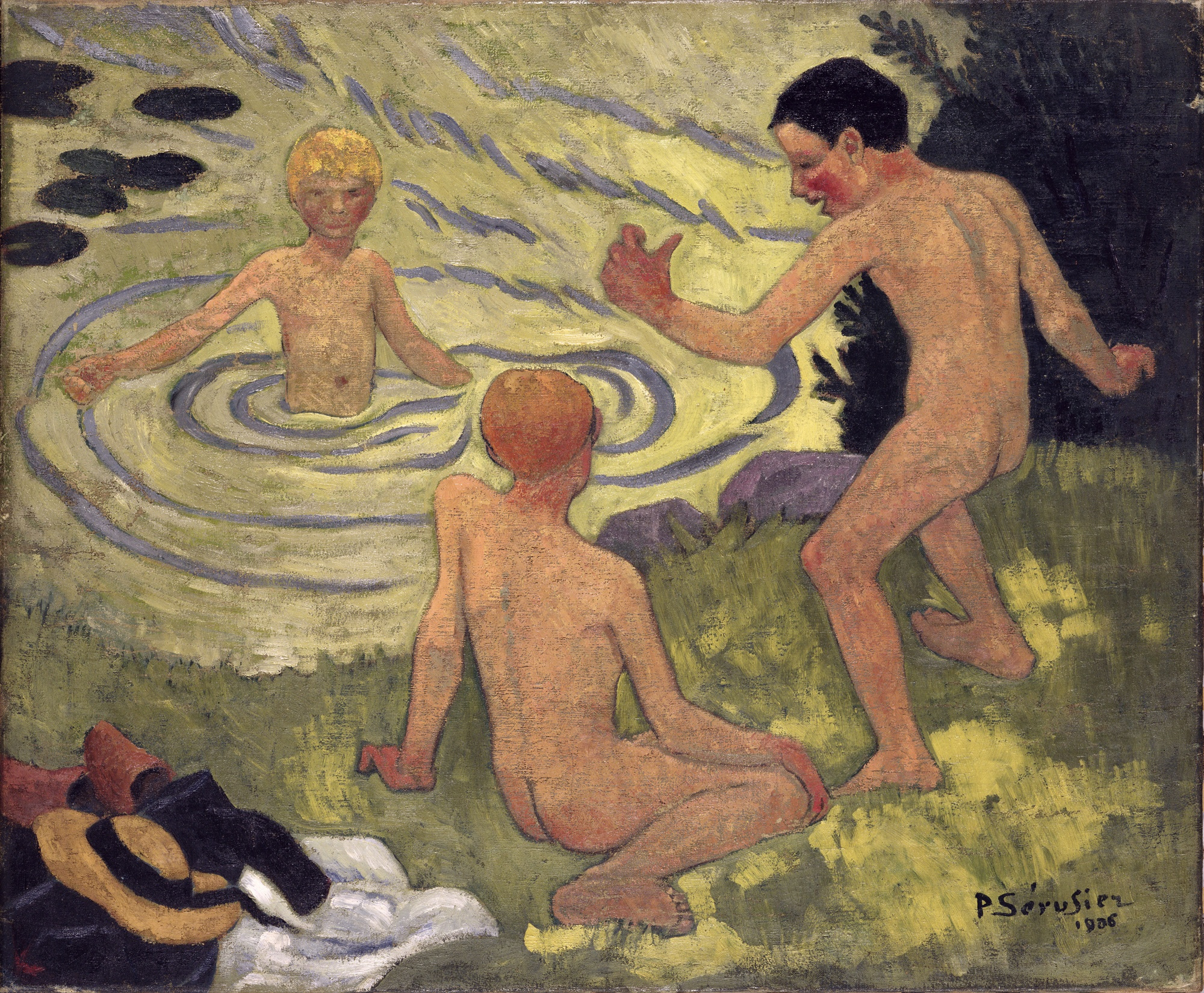
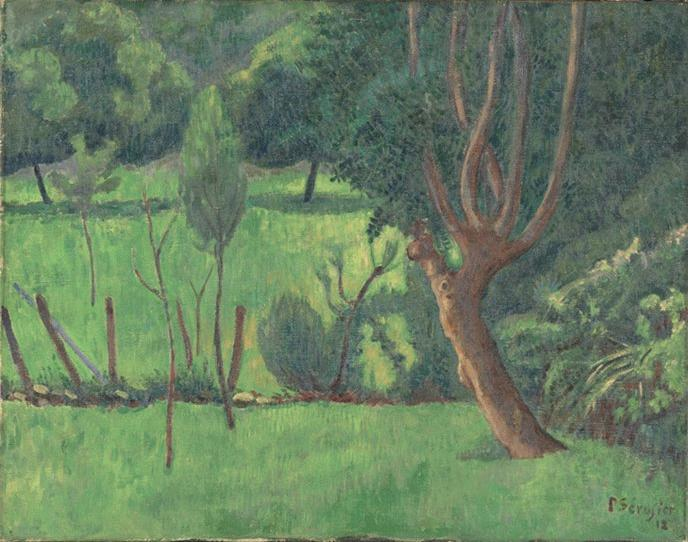
۱۸۹۵ م.
موزه ملی ورشو